# الراس (كحلان عفار)

تعديل مصدري - تعديل

الراس هي إحدى قرى عزلة عزان بمديرية كحلان عفار التابعة لمحافظة حجة، بلغ تعداد سكانها 164 نسمة حسب تعداد اليمن لعام 2004.